# 日本顎顔面補綴学会
一般社団法人日本顎顔面補綴学会（にほんがくがんめんほてつがっかい、Japanese Academy of Maxillofacial Prosthetics;JAMFP）とは、顎顔面領域の機能と形態の回復を目的とする専門学術団体の一つである。

## 概要
1976年に研究会として活動を開始。1984年より学会となる。2009年9月30日現在、会員数580名。2010年現在、理事長は石上友彦。

## 総会
- 年1回

## 本部事務局
- 〒135-0033 東京都江東区深川2-4-11 一ツ橋印刷（株）学会事務センター内

## 学会誌
- 『顎顔面補綴』年2回発刊[1] ISSN 0389-4045 全国書誌番号:00117333

## 専門認定
- 歯科医師
  - 日本顎顔面補綴学会認定医 2009年6月1日現在72名[4]

## 大会等
| 年     | 月日          | 名称                                                                          | 会長       | 会場                             | テーマ | 参加者数 | 備考                 |
| ------ | ------------- | ----------------------------------------------------------------------------- | ---------- | -------------------------------- | ------ | -------- | -------------------- |
| 1984年 |               | 第1回 日本顎顔面補綴学会総会・学術大会                                        | 大畑昇     |                                  |        |          |                      |
| 1985年 |               | 第2回 日本顎顔面補綴学会総会・学術大会                                        | 埜口五十雄 |                                  |        |          |                      |
| 1986年 |               | 第3回 日本顎顔面補綴学会総会・学術大会                                        | 奥野善彦   |                                  |        |          |                      |
| 1987年 |               | 第4回 日本顎顔面補綴学会総会・学術大会                                        | 古田勲     |                                  |        |          |                      |
| 1988年 |               | 第5回 日本顎顔面補綴学会総会・学術大会                                        | 大山喬史   |                                  |        |          |                      |
| 1989年 |               | 第6回 日本顎顔面補綴学会総会・学術大会                                        | 大西正俊   |                                  |        |          |                      |
| 1990年 |               | 第7回 日本顎顔面補綴学会総会・学術大会                                        | 田中貴信   |                                  |        |          |                      |
| 1991年 |               | 第8回 日本顎顔面補綴学会総会・学術大会                                        | 瀬戸皖一   |                                  |        |          |                      |
| 1992年 | 7月10日～11日 | 第9回 日本顎顔面補綴学会総会・学術大会                                        | 平井敏博   |                                  |        |          |                      |
| 1993年 |               | 第10回 日本顎顔面補綴学会総会・学術大会                                       | 白川正順   |                                  |        |          |                      |
| 1994年 |               | 第11回 日本顎顔面補綴学会総会・学術大会                                       | 石橋寛二   |                                  |        |          |                      |
| 1995年 | 5月25日～26日 | 第12回 日本顎顔面補綴学会総会・学術大会                                       | 都温彦     |                                  |        |          |                      |
| 1996年 | 6月28日～29日 | 第13回 日本顎顔面補綴学会総会・学術大会                                       | 坂東永一   |                                  |        |          |                      |
| 1997年 |               | 第14回 日本顎顔面補綴学会総会・学術大会                                       | 田辺晴康   |                                  |        |          |                      |
| 1998年 |               | 第15回 日本顎顔面補綴学会総会・学術大会                                       | 野首孝祠   |                                  |        |          |                      |
| 1999年 | 5月14日～15日 | 第16回 日本顎顔面補綴学会総会・学術大会                                       | 小野繁     |                                  |        |          |                      |
| 2000年 | 5月19日～20日 | 第17回 日本顎顔面補綴学会総会・学術大会                                       | 清野和夫   | 奥羽大学                         |        |          |                      |
| 2001年 | 6月8日～9日   | 第18回 日本顎顔面補綴学会総会・学術大会                                       | 香月武     | アバンセ                         |        |          | [ 6 ]                |
| 2002年 | 10月3日～4日  | 第5回国際顎顔面リハビリテーション学会 第19回 日本顎顔面補綴学会総会・学術大会 | 大山喬史   | 万国津梁館                       |        |          | [ 7 ]                |
| 2003年 | 9月26日～27日 | 第20回 日本顎顔面補綴学会総会・学術大会                                       | 瀬戸皖一   | 鶴見大学                         |        |          |                      |
| 2004年 | 8月26日～27日 | 第21回 日本顎顔面補綴学会総会・学術大会                                       | 松浦正朗   | 福岡県歯科医師会館               |        |          | [ 8 ]                |
| 2005年 | 6月16日～17日 | 第22回 日本顎顔面補綴学会総会・学術大会                                       | 石上友彦   | 日本大学                         |        | 約150名  | [ 9 ]                |
| 2006年 | 6月23日～24日 | 第23回 日本顎顔面補綴学会総会・学術大会                                       | 久保吉廣   | 徳島大学                         |        |          | [ 9 ] [ 10 ]         |
| 2007年 | 7月20日～21日 | 第24回 日本顎顔面補綴学会総会・学術大会                                       | 水城春美   | いわて県民情報交流センター       |        | 141名    | [ 11 ]               |
| 2008年 | 6月13日～14日 | 第25回 日本顎顔面補綴学会総会・学術大会                                       | 鱒見進一   | 九州歯科大学                     |        |          | [ 12 ] [ 11 ]        |
| 2009年 | 6月26日～27日 | 第26回 日本顎顔面補綴学会総会・学術大会                                       | 下郷和雄   | 三重北勢地域地場産業振興センター |        |          | [ 13 ] [ 14 ] [ 12 ] |
| 2010年 | 6月18日～19日 | 第27回 日本顎顔面補綴学会総会・学術大会                                       | 皆木省吾   | 岡山大学                         |        | 200名    | [ 15 ] [ 14 ] [ 16 ] |
| 2011年 | 6月3日～4日   | 第28回 日本顎顔面補綴学会総会・学術大会                                       | 野口誠     | 富山国際会議場                   |        |          | [ 17 ] [ 16 ]        |
| 2012年 | 6月15日～16日 | 第29回 日本顎顔面補綴学会総会・学術大会                                       | 田中貴信   | 愛知学院大学                     |        |          | [ 18 ]               |
| 2013年 | 6月20日～22日 | 一般社団法人日本顎顔面補綴学会第30回総会・学術大会                            | 山森徹雄   | 市民交流プラザ                   |        |          | [ 19 ]               |

## 加盟団体
- 日本歯科医学会 2009年より認定分科会[20]。
- 日本歯学系学会協議会